# 奥什科什 (内布拉斯加州)
奥什科什（英語：Oshkosh）是美国內布拉斯加州加登縣的一个城市，是加登縣的县治，2010年的人口为884人。